# Audeburge de Hautes-Bruyères
Audeburge de Hautes-Bruyères (née en 1140, † 1er juillet 1180) est une religieuse française devenue la troisième abbesse de Fontevraud.

## Biographie
Originaire du Maine, elle entre au monastère à 15 ans. Audeburge, qui était grande-prieure de l'abbaye de Fontevraud sous l'abbatiat de Mathilde d'Anjou, succède à cette dernière comme abbesse en 1155.
Vers 1170, l’église Saint-Michel de Fontevrault est construite à sa demande. C'est Audeburge qui fait ériger Fontevraud en paroisse.
En 1177, elle fonde le prieuré d'Ambresburg (Amesbury), près de Stonehenge.
Elle est enterrée dans l’église abbatiale de Fontevraud, à côté du bénitier.